# The International Stock Exchange
Die The International Stock Exchange (TISE) ehemals Channel Islands Stock Exchange ist eine Wertpapierbörse mit Hauptsitz in St. Peter Port, Guernsey. Die TISE bietet internationalen Unternehmen eine Möglichkeit zur Notierung, um Kapital von Investoren weltweit zu beschaffen. Sie bietet einen regulierten Marktplatz mit weltweit anerkannten Kunden und einer wachsenden Produktpalette innerhalb der europäischen Zeitzone, aber außerhalb der EU. 

## Mitgliedschaften
Sie ist Teil der:
- Sustainable Stock Exchanges Initiative

- Sie war Teil der World Federation of Exchanges[2]

## Geschichte
Die TISE wurde am 20. Dezember 2013 als Channel Islands Securities Exchange (CISE) gegründet, als der Royal Court of Guernsey eine Vereinbarung zur Übernahme des Geschäfts der Channel Islands Stock Exchange genehmigte, welche bereits seit 1998 tätig war. Im Februar 2015 wurde ein Büro in Jersey eröffnet. Im Juni 2016 notierte die CISE ihre Aktien an ihrer eigenen Börse. Die Channel Islands Securities Exchange Authority Limited verfügt derzeit über einen begrenzten Markt für 2.461.000 Stammaktien. Im Dezember 2016 gab es eine Weltneuheit mit der Notierung eines globalen Bitcoin-Fonds an der CISE. Im Februar 2017 wurde bekannt gegeben, dass die Börse in „The International Stock Exchange“ umbenannt wird. Die Regeln der Börse wurden kürzlich geändert, um zu ermöglichen, dass gelistete Sponsoren ihren Sitz an anderen Orten als den Kanalinseln haben. Im März 2017 wurde das Rebranding abgeschlossen und ein Büro auf der Isle of Man eröffnet.